# TAG Heuer
TAG Heuer (ТАГ Хо́йер) — швейцарская часовая компания, выпускающая люксовые наручные часы, хронографы, смартчасы. Компания является подразделением крупнейшего в мире холдинга по производству предметов роскоши LVMH.

## История
В 1860 году в возрасте 20 лет Эдуард Хойер основывает часовую мастерскую в городе Сент-Имье (швейцарский кантон Берн). В 1887 году компания получает патент на знаменитое качающееся зубчатое колесо, которое до сих пор используется в механических хронографах самых известных швейцарских производителей.
В 1916 году Heuer изобретает первые хронографы, способные измерять время с точностью до 1/100 доли секунды — Micrograph.
В 1962 году хронограф фирмы был на руке американского космонавта Джона Гленна, первого американца, совершившего орбитальный космический полёт.
1985 год — Слияние с холдингом TAG, после чего компания получила название TAG Heuer.
1996 год — Акции компании выставлены на фондовый рынок.
1999 год — 50,1 % акций компании были проданы французскому холдингу LVMH за 739 миллионов долларов.
2002 год — Презентация Micrograph F1, наручного прибора для хронометража с точностью до 1/100 доли секунды, получившего на выставке часового искусства в Женеве Гран-при в категории «Дизайн».
2004 год — TAG Heuer представляет новые концепт-часы Monaco V4 с ременным приводом.
2010 год — Отмечая свой 150-летний юбилей, компания выпускает автоматический хронограф Calibre 1887, получившего премию «Маленькая стрелка» на Женевском Гран-при в области часового искусства.
2011 год — В память о модели Mikrograph, первом хронографе с точностью до 1/100 доли секунды, увидевшем свет в 1916 году, TAG Heuer выпускает первый наручный автоматический хронограф TAG Heuer Carrera Mikrograph, отображающий сотые доли секунды центральной стрелкой.
2014 год — Кампания TAG Heuer «Не сдаваться под натиском» (англ. Don’t Crack Under Pressure) признана лучшей рекламной компанией часов в номинации «Film et Cyber». Бренд TAG Heuer был оценен в 977 млн. швейцарских франков и в рейтинге самых дорогих брендов швейцарских часов занял 6-е место.
2015 год — Премьера механизма Heuer 01, сконструированного на базе Calibre 1887. Весь цикл его производства осуществляется на мануфактуре в Женеве. Новый дизайн позволяет увидеть механику управления хронографом и диск календаря со стороны циферблата. Поскольку популярность «умных» часов набирает обороты, производитель заключает партнерские соглашения с Google и Intel. В «умных» часах TAG Heuer будут сочетаться классическая механика и цифровые технологии.
В 2016 году отмечался столетний юбилей хронографа Mikrograph. Вначале он использовался для замеров гонок борзых, затем — для хронометража на трех Олимпийских играх 1920-х годов.

## Спонсорство в автоспорте
- McLaren (1985—2015)
- Red Bull (с 2016)
- F1 (с 2025 г.)

## Линейки наручных часов
- Aquaracer
- Formula 1
- Monaco
- Link
- Monza
- Golf watches
- 2000
- Carrera
- Grand Carrera